# Are You Lonesome Tonight?
«Are You Lonesome Tonight?» (с англ. — «Одиноко ли тебе сегодня вечером?») — американская эстрадная песня, написанная в 1926 году Лу Хэндманом (музыка) и Роем Тёрком (слова). Насколько известно, самая первая пластинка с записью песни вышла 9 мая 1927 года в исполнении Чарльза Харта. Наибольшую популярность песня приобрела позже в исполнении Элвиса Пресли: его сингл «Are You Lonesome Tonight?», вышедший 1 ноября 1960 года, занял 1-е место в американском хит-параде поп-музыки. Пресли отталкивался от варианта оркестра Блю Баррона 1950 года, который включал монолог в середине песни, частично заимствованный из пьесы Шекспира «Как вам это понравится». В 1961 году «Are You Lonesome Tonight?» записал Фрэнк Синатра.

## История
В последние месяцы своей службы в армии Соединенных Штатов Элвис Пресли начал экспериментировать с новым материалом в ожидании своего возвращения к записи. Его первая сессия записи была запланирована на 20 марта 1960 года, а студия RCA недавно была оснащена новым трехдорожечным рекордером. Чтобы улучшить запись голоса Пресли, инженер Билл Портер установил микрофоны Telefunken U-47. Последующая сессия была запланирована на апрель.
Во время отбора материала для сессий менеджер Пресли, полковник Том Паркер, предложил записать «Are You Lonesome Tonight?». Это была любимая песня жены Паркера, Мари Мотт (которая знала эту песню по выступлению Джина Остина, поскольку в то время им также руководил ее муж), это был единственный раз, когда он вмешался в выбор репертуара Пресли. 3 апреля Пресли вернулся в студию со своей группой, состоящей из Скотти Мура, барабанщика Ди Джея Фонтаны, пианиста Флойда Крамера, гитариста Хэнка Гарленда, басиста Бобби Мура, перкуссиониста Бадди Хармана и The Jordanaires.
После того как восемь песен для альбома Elvis Is Back! были записаны, Пресли перешел к просьбе своего менеджера. В 4 часа утра 4 апреля он начал запись «Are You Lonesome Tonight?» в сопровождении акустической гитары, барабанов, баса и бэк-группы. Он попросил всех остальных в студии покинуть сессию, велел Чету Аткинсу выключить свет и исполнил песню с помощью spoken bridge. После второго дубля Пресли сказал продюсеру Стиву Шоулзу: Выкинь эту мелодию, я не могу отдать ей должное. Шоулз сказал инженеру Биллу Портеру проигнорировать приказ Пресли и попросил певца сделать новый дубль, объяснив, что бэк-вокалисты The Jordanaires наткнулись на подставку для микрофона во время записи в темноте. Пресли исполнил песню еще раз, и этот дубль стал основой для сингла.

## Выпуск и приём
Песня не выпускалась в течение нескольких месяцев, пока руководители RCA решали, отражает ли баллада новый стиль Пресли, но в конечном итоге они с Паркером решили выпустить песню. Она была выпущена в качестве сингла 1 ноября 1960 года с песней «I Gotta Know» на би-сайде, а прессование было поручено заводам в Нью-Джерси, Индианаполисе и Лос-Анджелесе. Копии (с изображением улыбающегося Пресли в рубашке цвета шартрез на синем фоне) были разосланы 5000 диск-жокеям. Заказы на сингл начались с 900 000 копий в первую неделю и выросли до 1 200 000 копий во вторую.
Песня дебютировала 14 ноября в Топ-40 Billboard под номером 35, неделю спустя переместилась на второе место и возглавила чарт к 28 ноября. 15-й сингл Пресли, возглавивший хит-парад, занимал верхнюю позицию до 9 января 1961 года. «Are You Lonesome Tonight?» достигла третьего места в чарте R&B, оставаясь на нем в течение десяти недель. Песня возглавила чарт синглов Cash Box и достигла 45-й строчки в кантри-чарте Cash Box singles chart. Через месяц после своего британского релиза она возглавила UK Singles Chart. Через три месяца после выхода сингл разошелся тиражом в два миллиона копий по всему миру, в том же году Американская ассоциация звукозаписывающей индустрии присвоила ему золотой статус.
В обзоре Billboard от 7 ноября 1960 года исполнение Пресли было названо теплым и трогательным. В более позднем обзоре издание AllMusic оценило вокальный диапазон Пресли, назвав песню «Are You Lonesome Tonight?» нежной и слащавой балладой, полной души, интенсивной и интимной силы.

## Наследие
Успех песни Are You Lonesome Tonight? сделал эту песню одной из основных песен Пресли на концертах. Впервые он исполнил ее вживую 25 марта 1961 года на бенефисе Bloch Arena в Гонолулу для USS Arizona Memorial, одном из четырех живых выступлений Пресли между его возвращением из армии и переключением внимания на актерскую карьеру.
Вернувшись к музыке в 1968 году, Пресли включил песню в свой плейлист для специального выпуска NBC «Элвис» и исполнил ее вживую на следующий год во время своего первого выступления в Лас-Вегасе. Версия песни, записанная 26 августа 1969 года и документирующая, как Пресли изменяет слова повествования на Do you gaze at your bald head and wish you had hair (Ты смотришь на свою лысую голову и жалеешь, что у тебя нет волос) и смеется до конца бриджа, была выпущена в 1980 году как часть альбома Elvis Aron Presley. В 1982 году эта «смешная версия» стала радио-хитом в Великобритании и достигла 25-го места в британском чарте синглов.
Очень эмоциональная версия песни была исполнена и снята в 1972 году на Хэмптон-Роудс. Это шоу было снято для документального фильма «Элвис на гастролях», однако песня не была включена в этот фильм, но была выпущена вместе с другими записями в 1992 году на домашнем видео Elvis- The Lost Performance.
Версия, снятая во время последнего тура Элвиса, была включена в специальный выпуск CBS 1977 года «Элвис на гастролях», транслировавшийся после смерти Элвиса.
27 марта 1992 года RIAA сертифицировала песню «Are You Lonesome Tonight?» дважды платиновой. В 2008 году (к 50-летию Hot 100 журнала Billboard) песня заняла 81-е место в списке журнала Hot 100 All-Time Top Songs.

## Чарты
| Хит-парад (1960-61)                   | Высшая позиция |
| ------------------------------------- | -------------- |
| Australia                             | 1              |
| Бельгия/Фландрия (Ultratop 50)        | 1              |
| Бельгия/Валлония (Ultratop 50)        | 3              |
| Canada (CHUM Hit Parade)              | 1              |
| Нидерланды (Single Top 100)           | 5              |
| Норвегия (VG-lista)                   | 3              |
| New Zealand (Lever Hit Parade)        | 3              |
| South Africa                          | 1              |
| Spain                                 | 1              |
| Швеция (Sverigetopplistan)            | 3              |
| Великобритания (OCC UK Singles)       | 1              |
| US Billboard Hot 100                  | 1              |
| США (Billboard Hot R&B/Hip-Hop Songs) | 1              |
| США (Billboard Hot Country Songs)     | 22             |
| US Cash Box Top 100                   | 1              |
| ФРГ (GfK)                             | 4              |

| Хит-парад (1981-82)             | Высшая позиция |
| ------------------------------- | -------------- |
| Бельгия/Фландрия (Ultratop 50)  | 20             |
| Ирландия (IRMA)                 | 16             |
| Нидерланды (Single Top 100)     | 14             |
| Великобритания (OCC UK Singles) | 25             |

| Хит-парад (1961)     | Позиция |
| -------------------- | ------- |
| US Billboard Hot 100 | 96      |
| US Cash Box          | 6       |

| Хит-парад (1958—2018) | Позиция |
| --------------------- | ------- |
| US Billboard Hot 100  | 101     |